# ペルム諸語
ペルム諸語（ペルムしょご、Permic lanuanges）はウラル語族フィン・ウゴル語派の一語群である。ロシアのウラル山脈の西側のいくつかの州で話される。話者の総数は約95万人、そのうち約55万人がウドムルト語話者である。ウラル語族の他の言語と同様、ペルム諸語もまた膠着語であるが、母音調和は行わない。
最古のペルム諸語は14世紀の古ペルム語または古ジリエーン語である。

## 含まれる言語
- ウドムルト語（Udmurt）
- コミ語（Komi）
  - コミ・ペルミャク語
  - Komi-Yodzyak language
  - コミ・ジリエーン語